# Dylan Everett
Dylan Everett (ur. 24 stycznia 1995 w Toronto) – kanadyjski aktor. Laureat nagrody Young Artist Award 2012 za najlepszy występ w roli Carla Montclaire w sitcomie Family Mój kumpel anioł (2010–2012). Za rolę Arthura Thomsona w dramacie telewizyjnym CBC Pierwsza miłość Booky (2009) był nominowany do Nagrody Gemini. Wystąpił jako Marlon Parks w sitcomie Przypadki nastolatki (2009–2011) i Campbell „Cam” Saunders w serialu Degrassi (2012–2013).

## Filmografia
- 2005−2006: The Doodlebops jako Streeter
- 2006: For All The Marbles jako Jeff
- 2007: Śniadanie ze Scotem jako Ryan Burlington
- 2007: Everything Is Connected jako Ralphie Rauschenberg
- 2007: Akta Dresdena jako Scott Sharpe
- 2007: Booky and the Secret Santa jako Arthur Thomson
- 2007–2008: Super Why! jako Wolfy
- 2008: Najnowsze wydanie jako Wielki Ben
- 2008: Łaska diabła jako Calvin
- 2009: Booky's Crush jako Artur Thomson
- 2009: Cooper's Camera jako Teddy Cooper
- 2009: Fading Fast jako Ben
- 2009–2010: Przypadki nastolatki jako Marlon Parks
- 2009: Dex Hamilton – Kosmiczny entomolog jako Snap
- 2010–2012: Wingin' It jako Carl Montclaire
- 2012: Nie-przyjaciele jako Lance Lancaster
- 2012: Degrassi jako Campbell Saunders
- 2013 Nie z tego świata jako nastoletni Dean
- 2014 Skating to New York jako Boney Labue